# Örlen
Örlen är en sjö i Tibro kommun i Västergötland och ingår i Motala ströms huvudavrinningsområde. Sjön är 26,9 meter djup, har en yta på 14,2 kvadratkilometer och befinner sig 94 meter över havet. Sjön avvattnas av vattendraget Örlan.
Örlen har sänkts tre gånger, 1860, 1890 och 1923. 1920 fördjupades och breddades Örlan som är sjöns avlopp och 1924 ändrades åns lopp och utloppet ur Örlen flyttades.
Flottning har bedrivits till Fagersanna sågverk både från sjöns västra och södra delar. Ursprungligen skedde flottningen med ankarspel på pråmar men senare med ångbåten Verner. Flottningen upphörde 1938. Ångbåten Svalan sattes in under första världskriget för transporter av torvströ från Sånna torvströfabrik till en lastplats i Fagersanna.
Söder om Örlen finns Örlenbadets Familjecamping CC.

## Delavrinningsområde
Örlen ingår i delavrinningsområde (648534-141065) som SMHI kallar för Utloppet av Örlen. Delavrinningsområdets medelhöjd är 126 meter över havet och ytan är 91,4 kvadratkilometer. Det finns inga delavrinningsområden uppströms utan avrinningsområdet är högsta punkten. Örlan som avvattnar delavrinningsområdets har biflödesordning 3, vilket innebär vattnet flödar genom totalt 3 vattendrag innan det når havet efter 185 kilometer. Delavrinningsområdet består mestadels av skog (50 %) och jordbruk (19 %). Avrinningsområdet har 14,26 kvadratkilometer vattenytor vilket ger det en sjöprocent på 15,6 %. Bebyggelsen i området täcker en yta av 1,94 kvadratkilometer eller 2 % av avrinningsområdet.